# سودو گوجوسان
پادشاه سودو بیست و دومین پادشاه گوجوسان بود. او از ۶۳۴ تا ۶۱۵ قبل از میلاد سلطنت کرد. نام واقعی او یانگ (هانگول: 양، هانجا: 襄) بود. بعد از او هوییانگ به سلطنت رسید.